# 松戸市立第二中学校
松戸市立第二中学校（まつどしりつ　だいにちゅうがっこう、英: Matsudo municipal - Dai-ni Junior High School）は、千葉県松戸市小山にある市立中学校。通称は「二中」（にちゅう）。

## 概要
千葉県松戸市小山にある。1947年に設立された。

## 沿革

### 年表
- 1947年（昭和22年）
  - 4月30日 - 松戸市立第二中学校を松戸市立南部小学校内に設置する
  - 5月10日 - 開校式および入学式を行う
- 1949年（昭和24年）3月20日 - 松戸市立第六中学校と校名変更
- 1950年（昭和25年）
  - 3月31日 - 松戸市立第二中学校と改称
  - 4月10日 - 松戸市小山685番地を校地とし、新築校舎起工式を行う
  - 9月1日 - 新校舎に移転
- 1951年（昭和26年）11月3日 - 文部大臣より優良施設校として表彰される
- 1960年（昭和35年）4月30日 - 文部省指定産業教育研究校の指定を受ける
- 1961年（昭和36年）
  - 2月11日 - 保健体育優良校として千葉県教育委員会より表彰される
  - 3月31日 - 職業指導に努力したことから千葉県知事より表彰される
- 1962年（昭和37年）11月6日 - 千葉県PTA連協より本校PTA表彰を受ける
- 2005年（平成17年）4月1日 - 松戸市教育委員会より研究学校に指定される（社会科）
- 2011年（平成23年）1月24日 - 「卒業生から夢をいただく会」にて宝塚歌劇団宙組 北翔海莉による講演会を開催する

## 学校教育目標
確かな学力を備えた 心豊かな 活力ある生徒の育成

## 学校行事
| - 4月 - 5月 - 6月 | - 7月 - 8月 - 9月 | - 10月 - 11月 - 12月 | - 1月 - 2月 - 3月 |

## 通学区域
- 松戸市[2]
  - 松戸の一部、小山、上矢切、中矢切、下矢切、栗山、三矢小台一丁目、三矢小台二丁目、三矢小台三丁目、三矢小台四丁目、三矢小台五丁目、二十世紀が丘柿の木町の一部、二十世紀が丘萩町の一部

## 進学前小学校
- 松戸市立南部小学校
- 松戸市立矢切小学校
- 松戸市立柿の木台小学校

## 著名な出身者
- 北翔海莉 - 元宝塚歌劇団星組トップスター[3]

## 交通アクセス
- 東日本旅客鉄道（JR東日本）常磐線・京成松戸線松戸駅東口から徒歩約20分
- 京成バス松戸2中バス停留所で下車、徒歩約2分